# Портрет Николая Даниловича Кудашева
«Портрет Николая Даниловича Кудашева» — картина Джорджа Доу и его мастерской, из Военной галереи Зимнего дворца.
Картина представляет собой профильный погрудный портрет генерал-майора Николая Даниловича Кудашева из состава Военной галереи Зимнего дворца.
Во время Отечественной войны 1812 года полковник Кудашев состоял при штабе М. И. Кутузова, после Бородинского сражения возглавил отдельный партизанский отряд, действовал на коммуникациях Великой армии под Москвой и далее отличился в сражении под Красным. За многочисленные боевые отличия во время Отечественной войны в конце 1812 года был произведён в генерал-майоры. Во время Заграничного похода 1813 года командовал отдельным кавалерийским отрядом и был смертельно ранен в бою под Альтенбургом во время Битвы народов.
Изображён в генеральском мундире, введённом для кавалерийских генералов 6 апреля 1814 года; мундир изображён с ошибками: поскольку Кудашев погиб в 1813 году, то он такой мундир носить не мог и должен быть изображён в мундире образца 1808 года с пуговицами в два ряда. Слева на груди звезда ордена Св. Анны 1-й степени; на шее крест ордена Св. Георгия 3-го класса; по борту мундира крест ордена Св. Владимира 3-й степени; справа на груди серебряная медаль «В память Отечественной войны 1812 года» на Андреевской ленте. Подпись на раме: Н. Д. Кудашевъ, Генералъ Маiоръ. Возможно, что памятная медаль войны 1812 года изображена ошибочно — первые документально зафиксированные награждения этой медалью в действующей армии состоялись спустя почти месяц после смерти Кудашева и, вероятно, он не успел её получить.
7 августа 1820 года Комитетом Главного штаба по аттестации Кудашев был включён в список «генералов, заслуживающих быть написанными в галерею» и 3 июля 1821 года император Александр I приказал написать его портрет. Поскольку Кудашев погиб в 1813 году, то художник в работе воспользовался портретом-прототипом. Гонорар Доу был выплачен 25 апреля 1823 года и 16 октября 1826 года. Готовый портрет поступил в Эрмитаж 18 октября 1826 года. Предыдущая сдача готовых портретов была 15 июня 1826 года, соответственно картина датируется между этими числами.

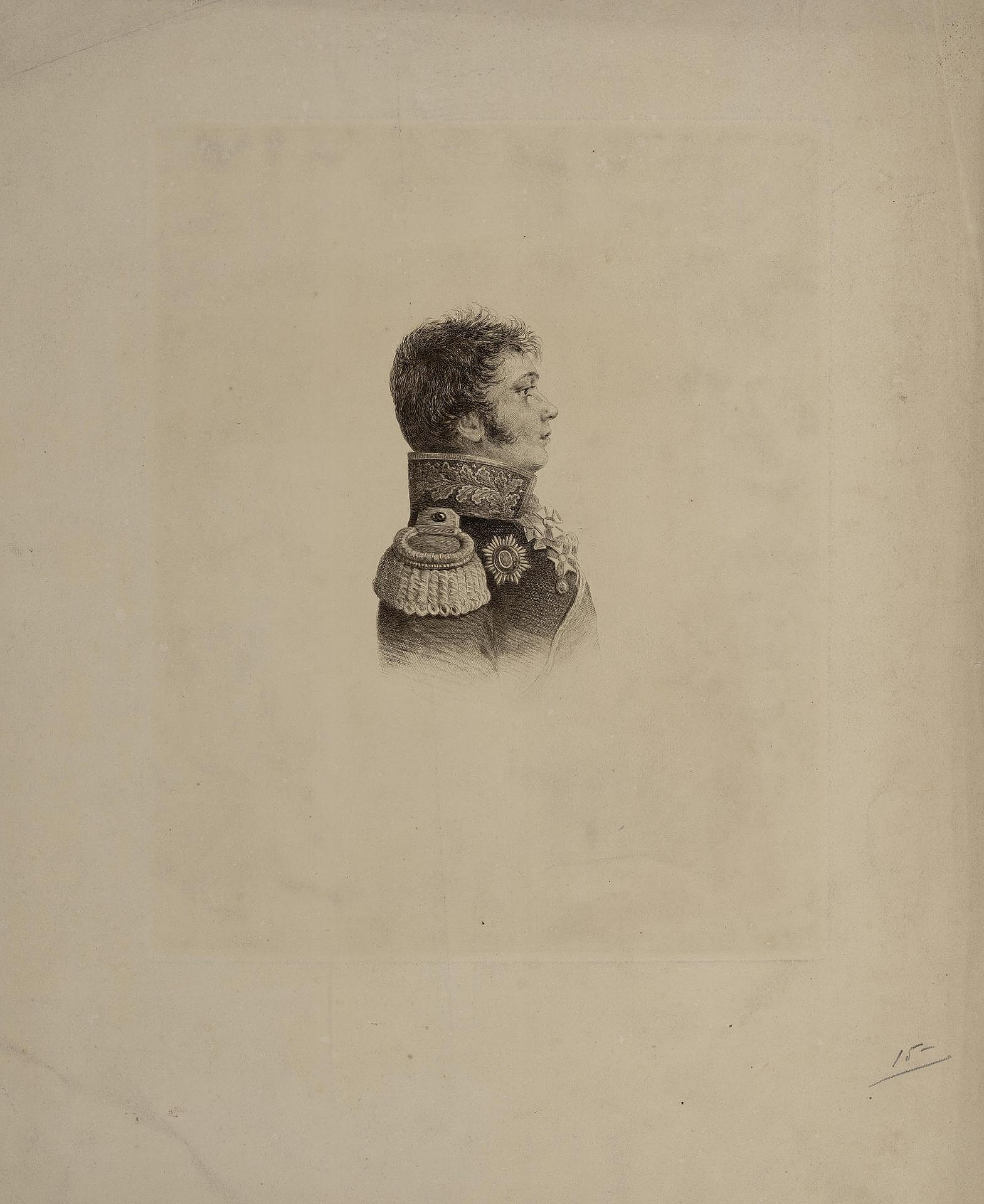
Офорт с вероятного портрета-прототипа

В собрании Государственного Эрмитажа имеется офорт с портретом Н. Д. Кудашева, исполненный в начале XX века М. В. Рундальцовым (бумага, офорт, 58,5 × 45,7 см, инвентарный № ЭРГ-8367). Этот офорт полностью повторяет композицию галерейного портрета, но Кудашев на нём изображён в мундире старого образца с двумя рядами пуговиц, с чрезплечной Анненской лентой и крестом неустановленного иностранного ордена (сведений о награждении Кудашева каким-либо иностранным орденом найти не удалось). Возможно, этот офорт был снят с неизвестного современным исследователям портрета-прототипа.